# Twierdzenie Hartogsa (analiza zespolona)
Twierdzenie Hartogsa – w analizie zespolonej, twierdzenie mówiące o ciągłości funkcji wielu zmiennych zespolonych, która jest analityczna ze względu na każdą ze zmiennych. Dokładniej, twierdzenie to mówi, że
każda funkcja {\displaystyle f\colon \mathbb {C} ^{n}\to \mathbb {C} ,} która jest analityczna ze względu na każdą ze zmiennych, jest ciągła.
Twierdzenie to udowodnione zostało przez Friedricha Hartogsa w 1906. Twierdzenie to nie ma odpowiednika w teorii rzeczywistych funkcji analitycznych funkcji wielu zmiennych. Istotnie, funkcja {\displaystyle f\colon \mathbb {R} ^{2}\to \mathbb {R} ,} dana wzorem
{\displaystyle f(x,y)={\begin{cases}{\frac {xy}{x^{2}+y^{2}}},&(x,y)\neq (0,0)\\0,&(x,y)=(0,0)\end{cases}}}
jest analityczna ze względu na każdą ze zmiennych, ale nie jest ciągła.